# Districte de Saint-Pierre (Reunió)
El districte de Saint-Pierre  és una divisió administrativa francesa, situada al departament i regió de l'illa de la Reunió.

## Composició
El districte cobreix 10 comunes i 18 cantons:
Cantons
1. Cantó de Les Avirons
2. Cantó d'Entre-Deux
3. Cantó de L'Étang-Salé
4. Cantó de Petite-Île
5. Cantó de Saint-Joseph-1
6. Cantó de Saint-Joseph-2
7. Cantó de Saint-Louis-1
8. Cantó de Saint-Louis-2
9. Cantó de Saint-Louis-3
10. Cantó de Saint-Philippe
11. Cantó de Saint-Pierre-1
12. Cantó de Saint-Pierre-2
13. Cantó de Saint-Pierre-3
14. Cantó de Saint-Pierre-4
15. Cantó de Le Tampon-1
16. Cantó de Le Tampon-2
17. Cantó de Le Tampon-3
18. Cantó de Le Tampon-4

Comunes
1. Les Avirons
2. Cilaos
3. Entre-Deux
4. L'Étang-Salé
5. Petite-Île
6. Saint-Joseph
7. Saint-Louis
8. Saint-Philippe
9. Saint-Pierre
10. Le Tampon

## Canvis
Els límits del districte han estat modificades a 1 de setembre de 2006. Les Avirons i L'Étang-Salé i han estat incorporats del districte de Saint-Paul, al nord-oest.